# 巴德特劳恩施泰因
巴德特劳恩施泰因是奥地利下奥地利州茨韦特尔县的一个市镇。总面积47.45平方公里，总人口1071人，人口密度22.6人/平方公里（2012年）。